# Poduri (okręg Marusza)
Poduri – wieś w Rumunii, w okręgu Marusza, w gminie Valea Largă. W 2011 roku liczyła 114 mieszkańców.